# Marçais
Marçais è un comune francese di 322 abitanti situato nel dipartimento del Cher, nella regione del Centro-Valle della Loira.

## Geografia fisica
L'altitudine del comune è compresa tra i 177 e i 241 metri sul livello del mare. La città è attraversata dal meridiano di Parigi o meridiano verde. Il territorio comunale è bagnato dal fiume Arnon.

## Società

### Evoluzione demografica
Abitanti censiti